# Choketawee Promrut
Choketawee Promrut (Phang Nga, 16 maart 1975) is een voormalig voetballer uit Thailand, die als verdediger speelde voor het Thais voetbalelftal. Hij stond bekend als een van de beste verdedigers uit Thailand.

## Carrière
Hij begon zijn voetbalcarrière in 1995 bij Thai Farmers Bank FC uit Thailand vervolgens speelde hij nog voor Gombak United en nog andere Aziatische clubs waarvan de bekendste Tampines Rovers FC is.
| seizoen     | club                                | land      | competitie     | wed. | goals |
| ----------- | ----------------------------------- | --------- | -------------- | ---- | ----- |
| 2001/02     | Gombak United                       | Singapore | S-League       | 19   | 3     |
| 2002/03     | Tanjong Pagar United                | Singapore | S-League       | 33   | 2     |
| 2002/03     | Bangkok Christian College           | Thailand  | ?              | 23   | 0     |
| 2003/04     | Tanjong Pagar United                | Singapore | S-League       | 28   | 3     |
| 2004/05     | Tampines Rovers FC                  | Singapore | S-League       | 23   | 0     |
| 2005/06     | Hoang Anh Gia Lai Plei Ku           | Vietnam   | V-League       | 38   | 2     |
| 2006/07     | Tampines Rovers FC                  | Singapore | S-League       | 18   | 0     |
| 2007/08     | Johor FC                            | Maleisië  | Super League   | 26   | 0     |
| 2008/09     | Provincial Electricity Authority FC | Thailand  | Premier League | 15   | 0     |
| Bijgewerkt: | 08-09-2008                          |           | Totaal         | 129  | 8     |